# (22499) Wunibaldkamm
(22499) Wunibaldkamm est un astéroïde de la ceinture principale découvert en 1997.

## Description
(22499) Wunibaldkamm a été découvert le 27 juin 1997 à l'observatoire de Kitt Peak, situé dans l'Arizona (États-Unis), par le projet Spacewatch de l’université de l'Arizona.

### Caractéristiques orbitales
L'orbite de cet astéroïde est caractérisée par un demi-grand axe de 3,7 UA, un périhélie de 2,71 UA, une excentricité de 0,12 et une inclinaison de 12,46° par rapport à l'écliptique. Du fait de ces caractéristiques, à savoir un demi-grand axe compris entre 2 et 3,2 UA et un périhélie supérieur à 1,666 UA, il est classé, selon la JPL Small-Body Database, comme objet de la ceinture principale.

### Caractéristiques physiques
(22499) Wunibaldkamm a une magnitude absolue (H) de 14,0 et un albédo estimé à 0,230.